# Mulhouse Water-Polo
Le Mulhouse Water-Polo est un club français de water-polo basé à Mulhouse dans le département du Haut-Rhin (Grand Est). Le club évolue au sein du Championnat de France de water-polo de Nationale 1 masculin. Et de 2021 à 2024 dans le Championnat de France féminin de water-polo.

## Histoire
Pratiqué de longue date à Mulhouse, le water-polo formait l’une des sections du Mulhouse Olympic Natation (MON) depuis la création du club, en 1962, jusqu’au 31 août 2007, date à laquelle le Mulhouse Water-Polo a été créé.
Le club a connu une progression constante ces dernières années, passant de 50 licenciés en 2012 à plus de 300 en 2022. Cette progression est récompensée par une 2de place du championnat de France en 2023. Le 30 novembre 2023, le MWP s'est qualifié pour la phase de groupes de la Ligue des champions féminine.

## Palmarès

### Féminin
| Compétitions nationales | Compétitions internationales |
| --- | --- |
| Compétitions actuelles - Élite / Pro A féminine - Vice-champion : 2023, 2024 - Coupe de France (Trophée Alice Milliat) - Finaliste : 2023, 2024 - 3e : 2022 | Compétitions actuelles - Ligue des Champions - Meilleure performance : Phase de groupes en 2024 - Euro Cup - Meilleure performance : Phase de groupes en 2023 |

### Masculin
| Compétitions nationales                                                                                     | Compétitions internationales |
| --- | ---------------------------- |
| Compétitions actuelles - National 1 - Vice-champion : 2022 - U17 •champion de France poule « honneur » 2023 | aucun                        |